# Calliotropis zone
Calliotropis zone là một loài ốc biển, là động vật thân mềm chân bụng sống ở biển thuộc họ Calliotropidae.